# 1125
1125 (MCXXV) fue un año común comenzado en jueves del calendario juliano.

## Acontecimientos
- Los almohades destruyen el poder de los almorávides en el norte de África y someten a los árabes de la península. Desde entonces los musulmanes españoles son casi exclusivamente moros. Los árabes están en minoría.
- Lotario III asume en el Sacro Imperio Romano Germánico.
- Yuri Dolgoruki de Vladímir-Súzdal se independiza de Kiev

## Nacimientos
- Federico I Barbarroja, emperador del Sacro Imperio Romano Germánico.
- Fernando Rodríguez de Castro el Castellano, miembro de la Casa de Castro y esposo de Estefanía Alfonso "la Desdichada" hija ilegítima de Alfonso VII el Emperador, rey de Castilla y León.

## Fallecimientos
- 19 de mayo - Vladímir II Monómaco, Gran Duque de Kiev
- 23 de mayo - Enrique V, emperador del Sacro Imperio.